# Aricia brunneopuncta
Aricia brunneopuncta är en fjärilsart som beskrevs av Høgh-guldberg 1963. Aricia brunneopuncta ingår i släktet Aricia och familjen juvelvingar. Inga underarter finns listade i Catalogue of Life.